# Pales marae
Pales marae är en tvåvingeart som beskrevs av Cerretti 2005. Pales marae ingår i släktet Pales och familjen parasitflugor.
Artens utbredningsområde är Italien. Inga underarter finns listade i Catalogue of Life.